# 스탠리 그린

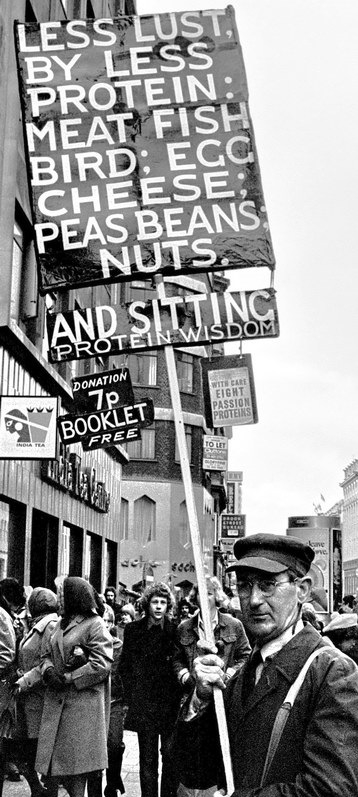

스탠리 그린(Stanley Green, 본명: 스탠리 오웬 그린, Stanley Owen Green, 1915년 2월 22일 – 1993년 12월 4일, 별명: 프로틴 맨, Protein Man)은 20세기 후반 센트럴런던에 있던 인간 광고판이었다. 한 작가는 그를 "런던에서 가장 유명한 무명인"이라고 불렀다. 린 트러스(Lynne Truss)에 따르면 그린은 웨스트엔드의 옥스퍼드가 안팎에서 매우 흔한 인물이 되어서 "지금까지 본 런던 군중의 모든 흑백 사진에 존재"했다.
1968년부터 1993년까지 25년 동안 그린은 성욕을 약화시키고 사람들을 더 친절하게 만들어 줄 저단백질 식단인 '단백질 지혜'를 추천하는 플래카드를 들고 옥스퍼드 스트리트를 순찰했다. 그가 직접 출판한 14페이지 분량의 팜플렛인 "Eight Passion Proteins with Care"는 20년 동안 84판을 거쳐 87,000부가 판매되었다.
한 작가가 묘사했듯이 그린의 "욕망 억제를 위한 캠페인"은 항상 인기가 있었던 것은 아니었지만 런던 사람들은 그에 대한 애정을 키웠다. 선데이 타임스는 1985년에 그를 인터뷰했고, 패션 하우스 레드 오어 데드(Red or Dead)는 컬렉션 중 하나에서 "less passion from less protein"이라는 슬로건을 사용했다. 그가 78세의 나이로 사망했을 때 데일리 텔레그래프, 가디언 및 타임스는 모두 사망 기사를 게재했으며 런던 박물관은 그의 팜플렛과 플래카드를 인수했다. 2006년에 그의 전기는 영국인명사전에 포함되었다.